# Ле-Фусре
Ле-Фусре́ (фр. Le Fousseret, окс. Le Hosseret) — коммуна во Франции, находится в регионе Юг — Пиренеи. Департамент — Верхняя Гаронна. Административный центр кантона Ле-Фусре. Округ коммуны — Мюре.
Код INSEE коммуны — 31193.

## География
Коммуна расположена приблизительно в 630 км к югу от Парижа, в 50 км к юго-западу от Тулузы.
По территории коммуны протекает река Луж и проходят каналы канал Сен-Мартори и Мулен.

## Климат
Климат умеренно-океанический. Зима мягкая и снежная, весна характеризуется сильными дождями и грозами, лето сухое и жаркое, осень солнечная. Преобладают сильные юго-восточные и северо-западные ветры.

## Население
Население коммуны на 2010 год составляло 1714 человек.
| 1962 | 1968 | 1975 | 1982 | 1990 | 1999 | 2010 |
| ---- | ---- | ---- | ---- | ---- | ---- | ---- |
| 1410 | 1460 | 1412 | 1375 | 1370 | 1439 | 1714 |

## Администрация
| Период | Период | Фамилия         | Партия                  | Примечания |
| ------ | ------ | --------------- | ----------------------- | ---------- |
| 2001   | 2008   | Жан-Пьер Ритуре | беспартийный            |            |
| 2008   | 2014   | Ален Кондис     | Социалистическая партия |            |
| 2014   | 2020   | Пьер Лагарриг   |                         |            |

## Экономика
В 2010 году среди 991 человека трудоспособного возраста (15—64 лет) 737 были экономически активными, 254 — неактивными (показатель активности — 74,4 %, в 1999 году было 68,9 %). Из 737 активных жителей работали 668 человек (362 мужчины и 306 женщин), безработных было 69 (34 мужчины и 35 женщин). Среди 254 неактивных 71 человек были учениками или студентами, 95 — пенсионерами, 88 были неактивными по другим причинам.

## Достопримечательности
- Церковь Св. Петра в оковах (XV век). Исторический памятник с 2002 года[4]

## Города-побратимы
- Побла-де-Сегур (Испания)

## Фотогалерея
- Церковь Св. Петра в оковах и военный мемориал
- Карта коммуны